# Alexander Andrae
Alexander Andrae, nemški general, * 27. april 1888, Kösling, † 3. april 1979, Wiesbaden.